# Переправа армии Джорджа Вашингтона через реку Делавэр
Переправа армии Джорджа Вашингтона через реку Делавэр (англ. George Washington’s crossing of the Delaware River) — историческое событие, которое произошло в ночь с 25 на 26 декабря 1776 года, во время американской войны за независимость. Это был первый манёвр армии Джорджа Вашингтона в ходе его наступления на гессенские части британской армии в Трентоне утром 26 декабря. В тайне от всех спланировав этот манёвр, Вашингтон повёл колонну Континентальной Армии через покрытый льдом Делавэр, что было технически сложной и опасной операцией. Было задумано ещё несколько переправ в других местах, но они были отменены по различным причинам. Это не остановило Вашингтона, который силами своей колонны атаковал отряд полковника Йоханна Ралля в Трентоне, разбил его, а затем отступил в Пенсильванию, забрав с собой множество пленных и трофейных припасов.
В конце года армия Вашингтона в третий раз перешла Делавэр, причём в ещё более сложных условиях, по тонкому льду реки, и 2 января 1777 года разбила в Трентоне отряды лорда Корнуоллиса, а 3 января разбила его арьергард в сражении у Принстона. После этого Вашингтон отвёл армию на зимовку в Морристаун, Нью-Джерси.
В память этого события были названы общины Вашингтон-Кроссинг (англ. Washington Crossing) в Пенсильвании и Нью-Джерси.

## Предыстория
В 1776 году война началась с успеха американских повстанцев: в марте британцы вывели свои части из Бостона. Однако под Нью-Йорком начались проблемы: Британский генерал Уильям Хау высадился в августе на Лонг-Айленде и к ноябрю выбил армию Вашингтона из Нью-Йорка. После этого Хау отвел армию в Нью-Йорк на зимовку. Части гессенцев он оставил в Нью-Джерси под командованием полковников Рэлла и Ван Донопа. Они были размещены по нескольким постам в Трентоне и вокруг него. Затем Хау направил отряд Чарльза Корнуоллиса через Гудзон в Нью-Джерси для преследования Вашингтона. К тому времени армия Вашингтона сильно сократилась в размерах из-за истечения сроков службы у военных, дезертирства и общего падения боевого духа после неудач под Нью-Йорком.
Основная часть армии Вашингтона перешла через Делавэр в Пенсильванию севернее Трентона и на расстоянии нескольких миль уничтожила лодки или отвела их на западный берег. Вместо того, чтобы преследовать Вашингтона, Корнуоллис разбросал свои силы по постам от Нью-Брансуика до Берлингтона, в том числе организовав посты в Бордентауне и в Трентоне. Британцы готовились к зимовке, генералы планировали перегруппировки, пополняли припасы, и готовились к грядущей весенней кампании.

## Состояние армии Вашингтона
Вашингтон разместил армию лагерем около Маккинки-Ферри, неподалеку от места будущей переправы. В его распоряжении было от четырёх до шести тысяч человек, но 1700 человек были уже непригодны для службы. Во время отступления через Нью-Джерси армия потеряла много припасов, а кроме того, Вашингтон лишился связи с двумя крупными подразделениями — отряд Горацио Гейтса оказался в долине Гудзона, а отряд Чарльза Ли (2000 человек) оказался в западном Нью-Джерси. Вашингтон приказал обоим генералам идти на соединение с ним, но Гейтс был задержан снегопадами, а Ли был невысокого мнения о Вашингтоне и игнорировал его приказы, предпочитая оставаться на фланге британской армии в Морристауне.
Были так же проблемы с количеством и боеспособностью армии. У многих рядовых срок службы истекал перед Рождеством, а некоторые покинули армию даже до истечения сроков службы. Из-за потерь, ряда поражений, сдачи Нью-Йорка и отступления армии (а так же эвакуации жителей Нью-Йорка и делегатов Конгресса) вера в удачный исход войны пошатнулась. Американцы потеряли форт Ли и форт Вашингтон, при этом лишившись больших запасов военного имущества. Лишь немногие верили в то, что удастся выиграть войну и добиться независимости.
Но Вашингтон проявил настойчивость. Он успешно добывал припасы и набирал новых добровольцев в ополчение. Набор проходил успешно главным образом из-за притеснений британцами жителей Нью-Джерси и Пенсильвании.
Некоторое воодушевление в рядах патриотов произвёл памфлет Томаса Пейна «Американский кризис», опубликованный 19 декабря.

Настало время испытания человеческих душ. Солдат, который сражается только летом, и тот патриот, который воюет только при ярких лучах солнца, — отступается от службы своей родине; но тот, кто отстаивает её теперь, — заслуживает благодарности и любви и мужчин и женщин. Тиранию, подобно аду, нелегко победить. Но нас утешает мысль, что чем труднее борьба, тем больше славы в победе.
Оригинальный текст (англ.)– These are the times that try men's souls; the summer soldier and the sunshine patriot will, in this crisis, shrink from the service of his country; but he that stands it now, deserves the love and thanks of man and woman. Tyranny, like hell, is not easily conquered; yet we have this consolation with us, that the harder the conflict, the more glorious the triumph.
— ...
Памфлет был опубликован в Филадельфии, а уже на следующий день Вашингтон приказал зачитать его перед своей армией.
20 декабря в лагерь Вашингтона пришли 2000 человек из отряда Чарльза Ли под командованием генерала Джона Салливана. Сам Ли был захвачен в плен британцами 12 декабря, когда оказался слишком далеко от своих войск. В тот же день подошёл отряд генерала Гейтса, сократившийся до 600 человек. Вскоре подошли 1000 ополченцев из Филадельфии, которыми командовал полковник Джон Кадваладер.
С этими подкреплениями и с некоторым количеством других добровольцев армия Вашингтона достигла численности 6000 боеспособных человек. Однако, пришлось отправить часть войск для охраны переправ у Бристоля и Нью-Хоуп. Другой отряд пришлось отправить в Ньютаун для охраны складов и госпиталя с ранеными. В итоге армия Вашингтона сократилась до 2400 человек, готовых начать наступление против гессенцев в Нью-Джерси.
24 декабря в лагерь прибыла партия припасов, в том числе одеял, в которых армия остро нуждалась. Это несколько подняло боевой дух армии.

## Планирование

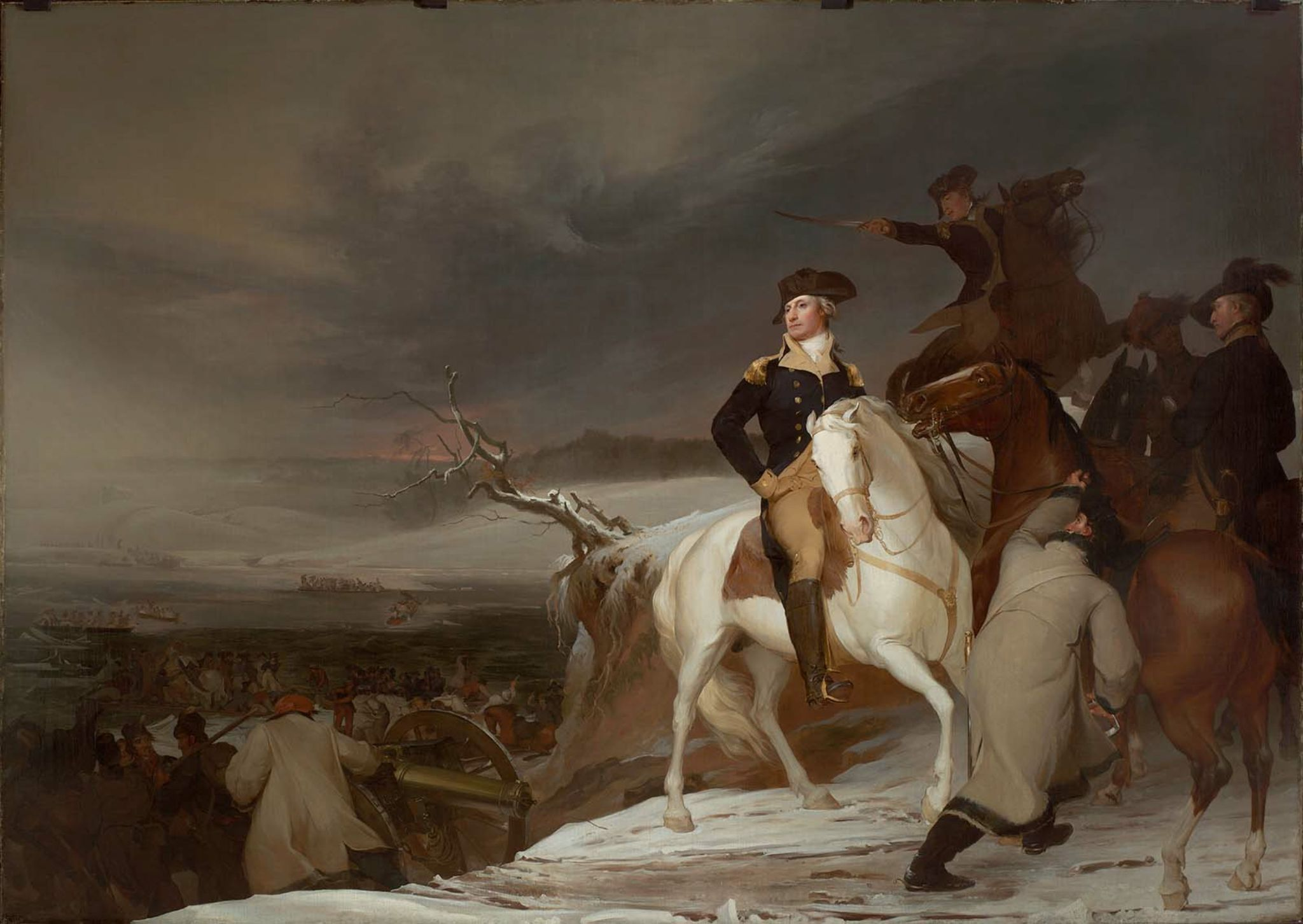
Переправа Вашингтона. Картина Томаса Салли, 1819

Сразу после отступления в Пенсильванию Вашингтон стал думать о том, как нанести решительный удар по противнику. После прибытия отрядов Салливана и Гейтса он решил, что настало время для такого маневра. Сначала он решил нанести удар по самому южному британскому посту в Монт-Холли. Он отправил туда своего адъютанта Джозефа Рида, который встретился с Самуэлем Гриффином, командиром ополчения. 22 декабря Рид прибыл в Монт-Холли, где застал Гриффина больным, а его людей — в плохом состоянии, но все же готовыми к действиям. (Им удалось проявить себя в сражении при Айрон-Уоркс на следующий день, где они отбросили гессенцев от Баордентауна достаточно далеко, чтобы те не могли прийти на помощь гарнизону Трентона) Донесения Рида и других командиров заставили Вашингтона оказаться от идеи атаки при Монт-Холли. Он стал думать об атаке в районе Трентона. 23 декабря он объявил штабу об этом намерении. Он сказал, что атака должна начаться на рассвете 26 декабря.
На военном совете 24 декабря было решено атаковать Трентон с трёх направлений. Генерал Джон Кадвалладер должен был возглавить 900 континенталов из Род-Айленда, 1000 пенсильванцев, делавэрскую роту Томаса Родни и два 6-фунтовых орудия, и совершить диверсию против британского гарнизона в Бордентауне. Генерал Джеймс Эвинг должен был взять 700 пенсильванских ополченцев, переправить их через реку у Трентон-Ферри, захватить мост через Ассупинк-Крик и не дать гессенцам отступить за эту реку. Основной же отряд, 2400 человек, был собран из бригад Стивена, Мерсера, Стирлинга, Сент-Клэра, Гловера и Де Фермой. Эти силы должны были быть разделены на два корпуса под командованием Грина и Салливана. Этот отряд должен был перейти Дэлавер у Макконки-Ферри, в 9 милях от Трентона и атаковать Трентон рано утром. В случае успеха рассматривалась возможность атаковать в направлении Принстона или Нью-Брунсвика.
23 декабря начались приготовления к наступлению. 24 декабря из Мальта-Айденд (около Нью-Хоуп) были доставлены лодки и спрятаны за островом Тейлор-Айленд у Макконки-Ферри, предполагаемого места переправы. В тот же день было проведено последнее организационное собрание с участием всех основных офицеров. 25 декабря Вашингтон издал генеральный приказ с подробным описанием плана операции.

## Переправа

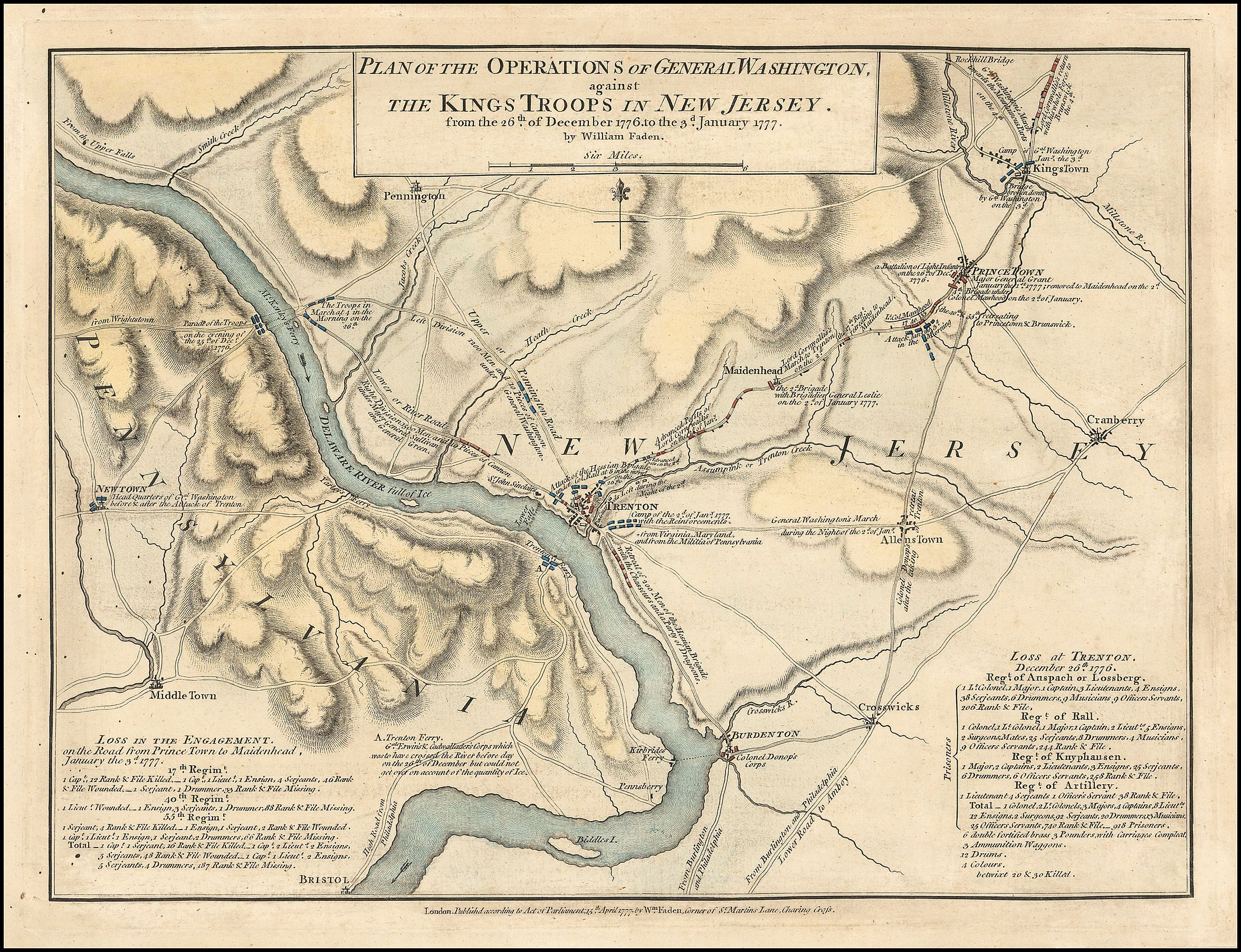

Утром 25 декабря Вашингтон приказал приготовить трехдневные рационы и распорядился, чтобы солдаты приготовили новые кремни для своих мушкетов. Его немного беспокоили донесения разведки, которая сообщала, что англичане так же готовятся перейти Делавэр и ждут момента, когда река замерзнет. В 16:00 был проведен вечерний смотр, во время которого солдатам раздали боеприпасы. Мушкеты был выдан всем, даже офицерам и музыкантам. Было объявлено, что они отправляются на выполнение секретного задания. Вашингтон построил своих людей в колонну, приказал соблюдать максимально возможную тишину, и они выступили к Макконкис-Ферри. План Вашингтона предполагал, что переправа начнётся сразу же, как только станет достаточно темно, но его армия вышла к месту переправы только в 18:00, через 90 минут после захода солнца. Погода становилась всё хуже. Мелкая морось превратилась в сильный дождь со снегом.
Руководство переправой Вашингтон поручил своему шефу артиллерии, Генри Ноксу. Ему требовалось организовать переправу большого количества людей, а также 18-ти орудий и некоторого количества лошадей. Нокс потом писал, что он столкнулся с большим количеством проблем, из которых основной стали льдины на реке.
Вашингтон присоединился к отряду, который переходил реку одним из первых — это были вирджинцы под командованием генерала Адама Стивена. Эти люди должны были развернуться в пикетную цепь и не пропускать никого к месту переправы. Паролем было «Победа или смерть» (Victory or Death). В целом переправа прошла без серьезных происшествий, разве что несколько человек упали в воду — в том числе делавэрский полковник Джон Хэзлет.
Согласно популярной легенде, в переправе участвовал генерал Уильям Уиппл и его чернокожий раб (или бывший раб), Принц Уиппл. Последний изображен в виде гребца при Вашингтоне на картине Лойце. Его присутствие стало символом участия негров в войне за независимость. Однако, исторический генерал Уиппл был делегатом Конгресса и должен был в тот день находится в Филадельфии вместе со своим рабом.

## Сражение
Утром 26 декабря, как только армия была готова, Вашингтон приказал разделиться на две колонны: одну возглавили он сам и генерал Грин, вторую возглавил генерал Салливан. Колонне Салливана было велено идти по Ривер-Роуд от Беар-Таверн к Трентону, а колона Вашингтона пошла во Пеннингтон-Роуд, несколькими милями дальше от реки. Колонны атаковали Трентон и разбили там гессенский отряд. Только 3 американца было убито и 6 ранено. Гессенцы потеряли 22 человека убитыми и 98 ранеными, 1000 человек попало в плен. Было также захвачено множество мушкетов, пороха и несколько орудий.

## Наследие
Переправа Вашингтона стала знаменита не только из-за исторических последствий и присутствия Вашингтона, но и по причине участия в ней других исторических лиц. В их числе были Джеймс Монро (будущий президент), Джон Маршалл (будущий министр юстиции), Александр Гамильтон (будущий государственный казначей) и Артур Сен-Клер (будущий президент Конгресса и губернатор Северо-западной территории).

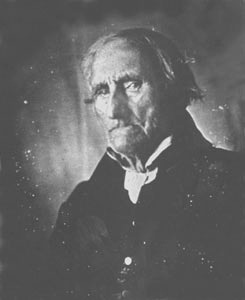
Конрад Хеер. Фото 1852 года.